# Amphispizopsis quinquestriata
Amphispizopsis quinquestriata é uma espécie de ave da família Emberizidae. É encontrado na região do Oceano Pacífico.

## Galeria

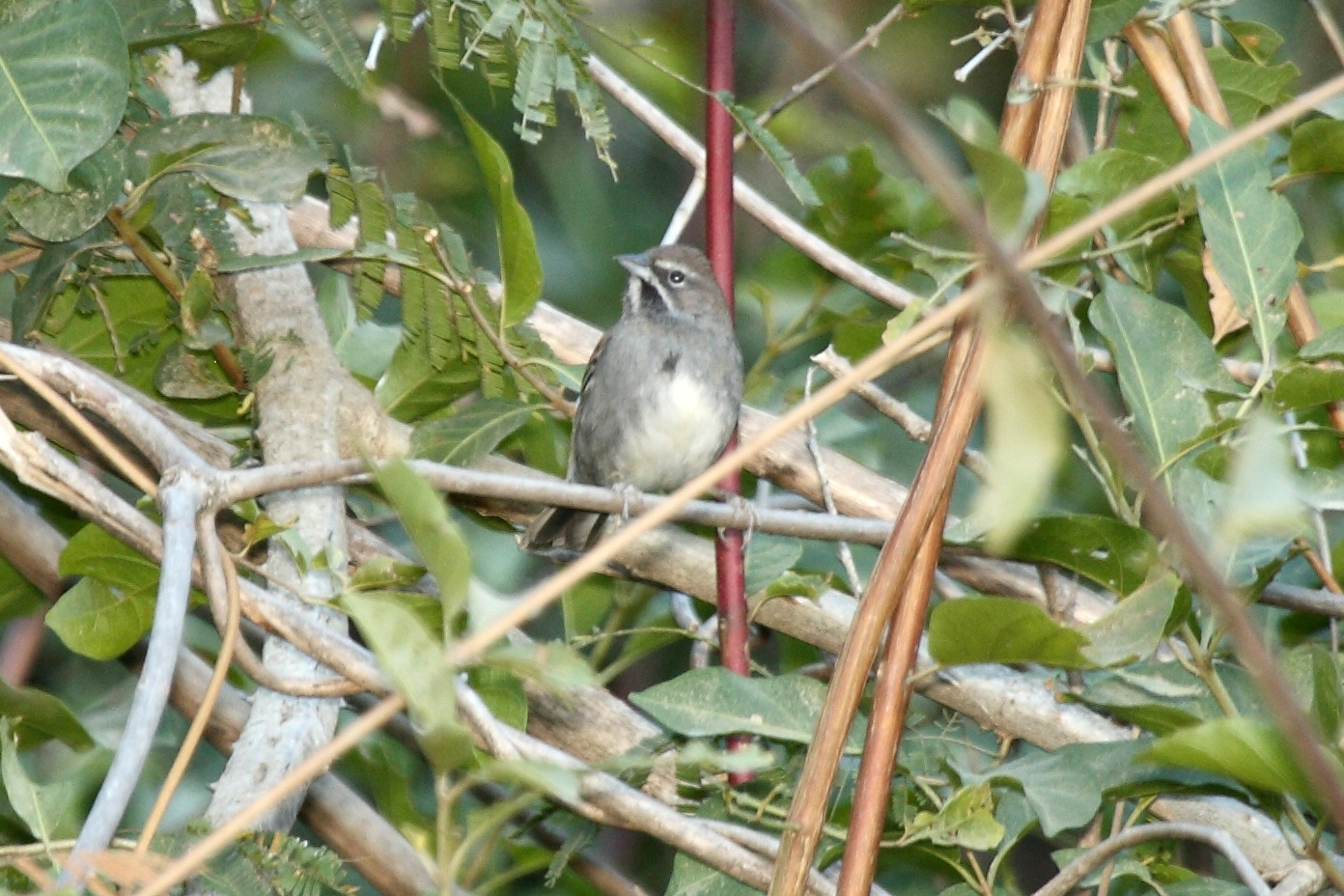